# Манжеліївський заказник
Манжелі́ївський зака́зник — ботанічний заказник місцевого значення в Україні. Розташований у межах Глобинського району Полтавської області, біля села Манжелія.
Площа 5 га. Створений 1979 року. Перебуває у віданні Манжеліївської сільської ради.
Заказник створено з метою охорони місця зростання цінних видів рослин, деякі з них рідкісні, занесені до Червоної книги України.

## Галерея

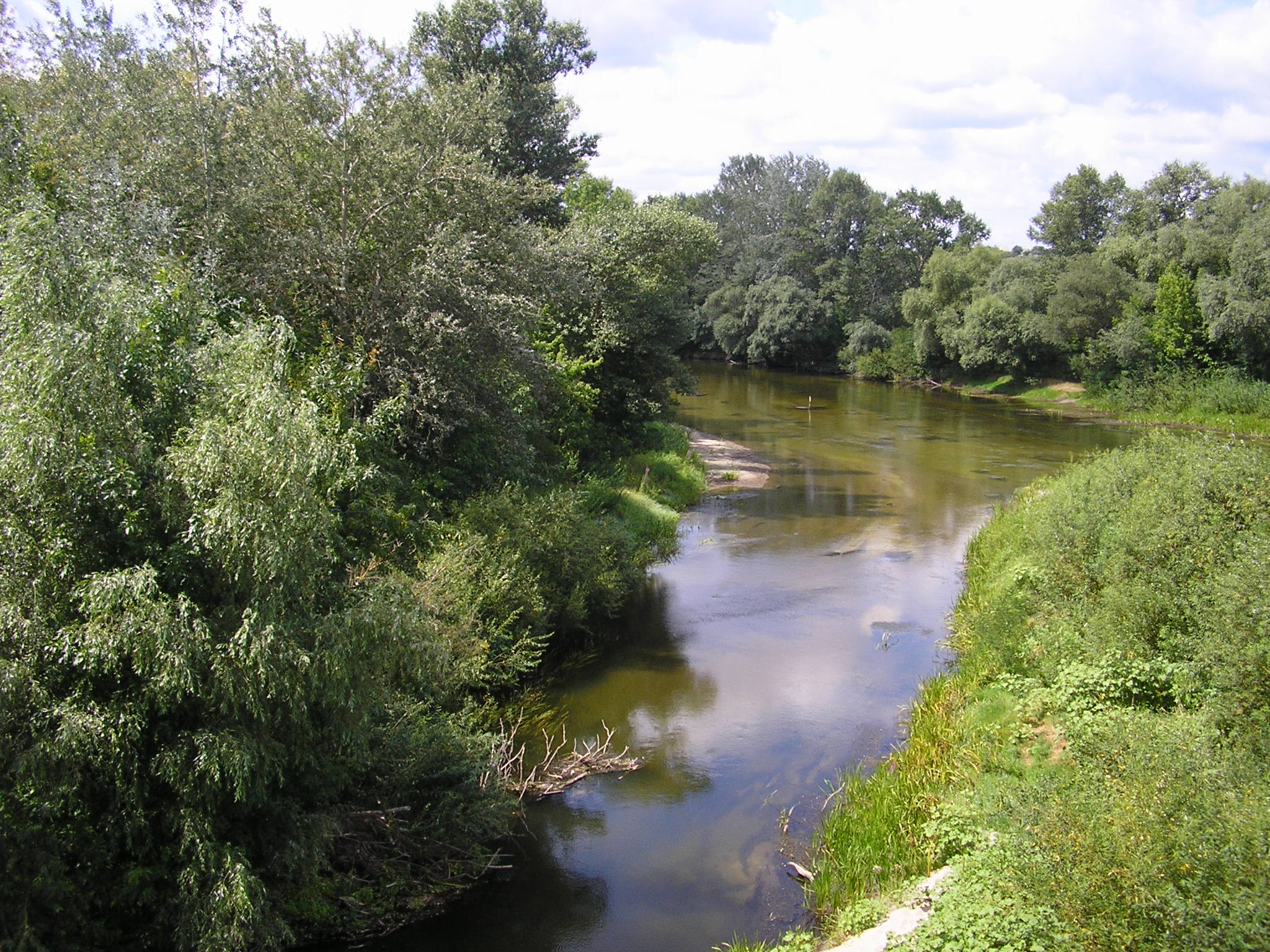
Краєвиди Псла
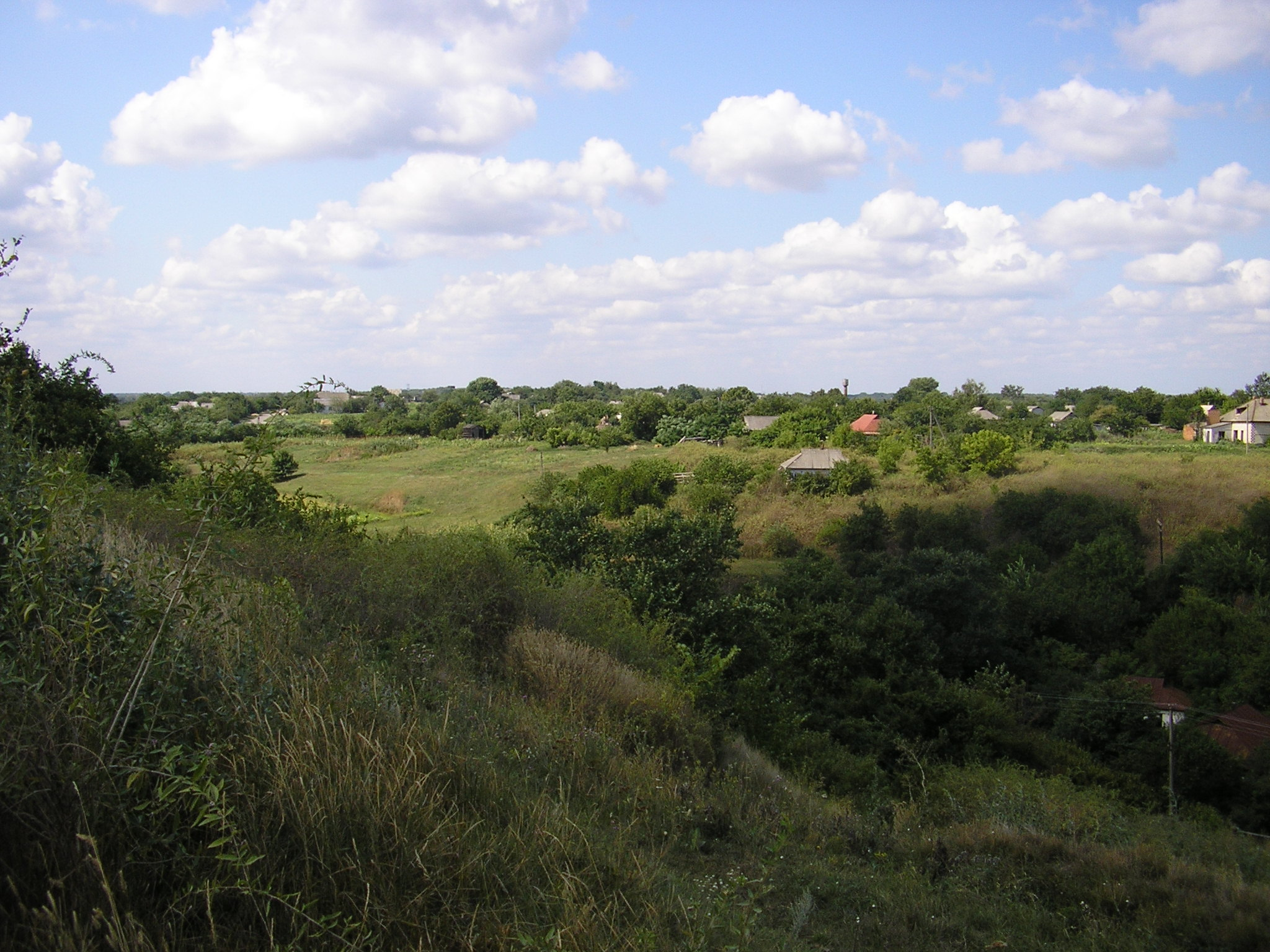
Околиці Манжелії. Кургани
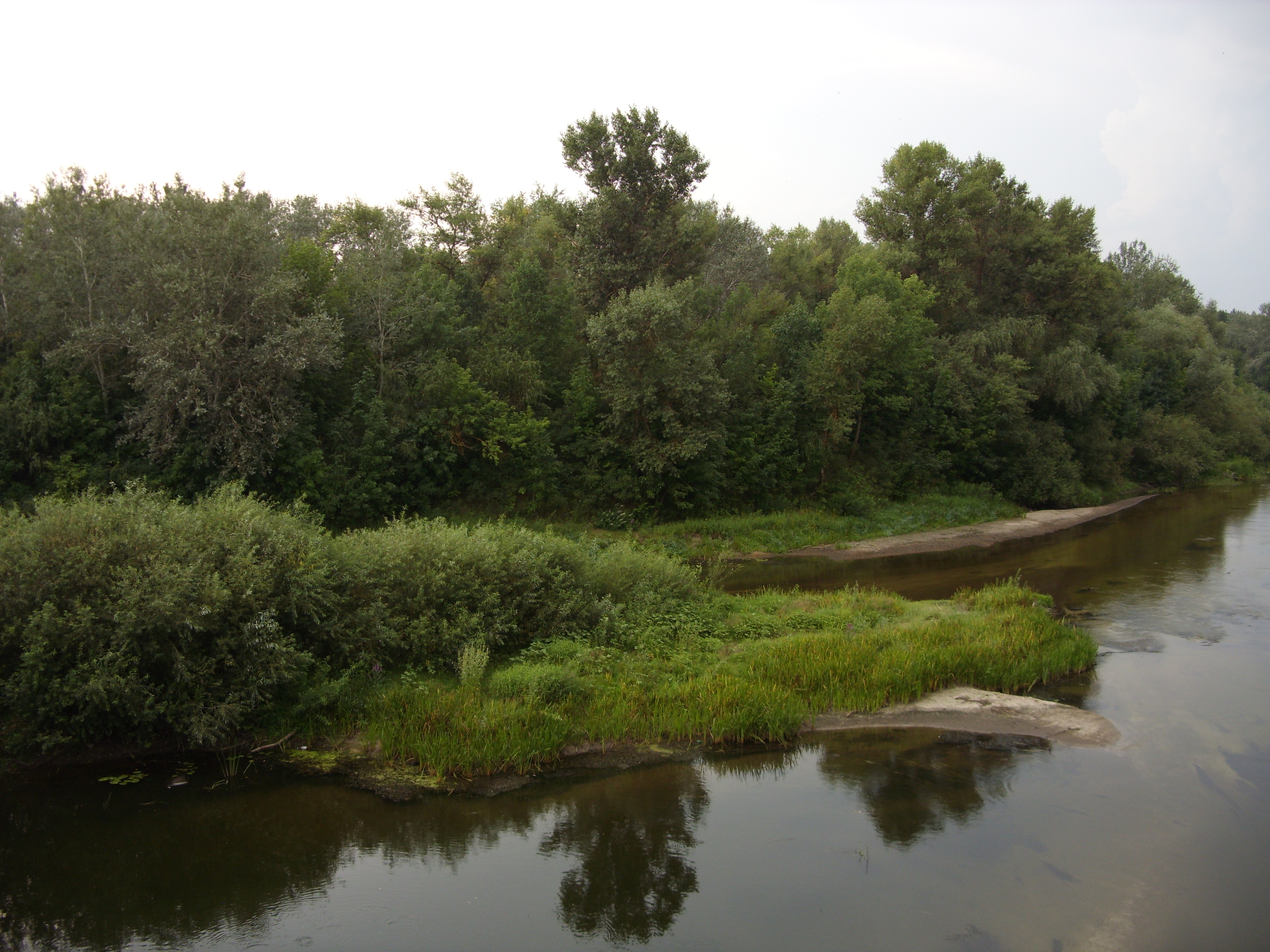
Річка Псел в Манжелії
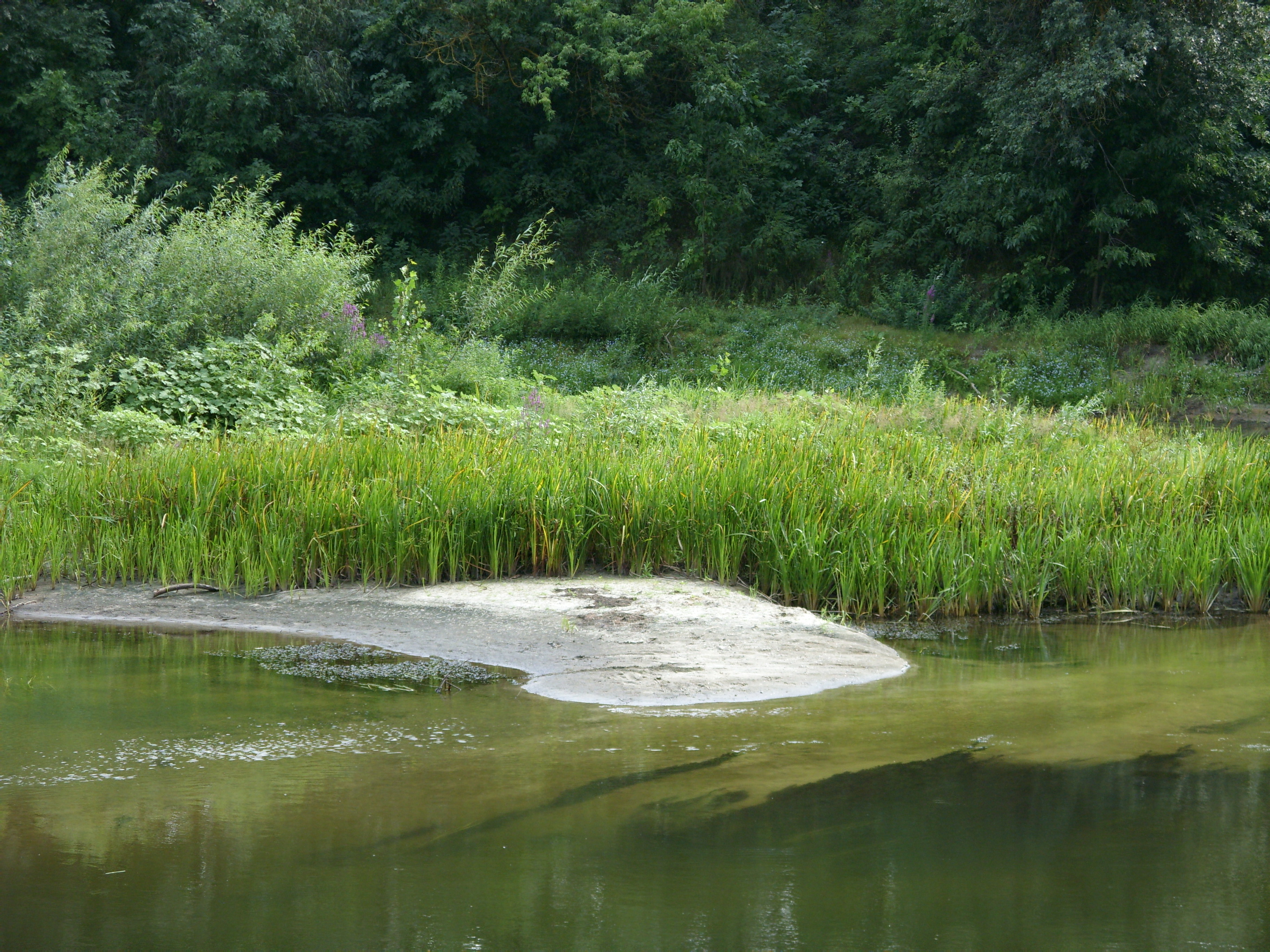
Острівець на річці Псел